# Matija Širok
Matija Širok, slovenski nogometaš, * 31. maj 1991, Šempeter pri Gorici.
Širok je nekdanji profesionalni nogometaš, ki je igral na položaju branilca. V svoji karieri je igral za italijansko Parmo, poljski Jagiellonia Białystok, slovenska Gorico in Domžale ter ciprski Pafos. Z Gorico in Domžalami je po enkrat osvojil slovenski pokal. Skupno je v prvi slovenski ligi odigral 271 tekem in dosegel 11 golov. Bil je tudi član slovenske reprezentance do 17, 19 in 21 let ter reprezentance B.